# Schweinichen

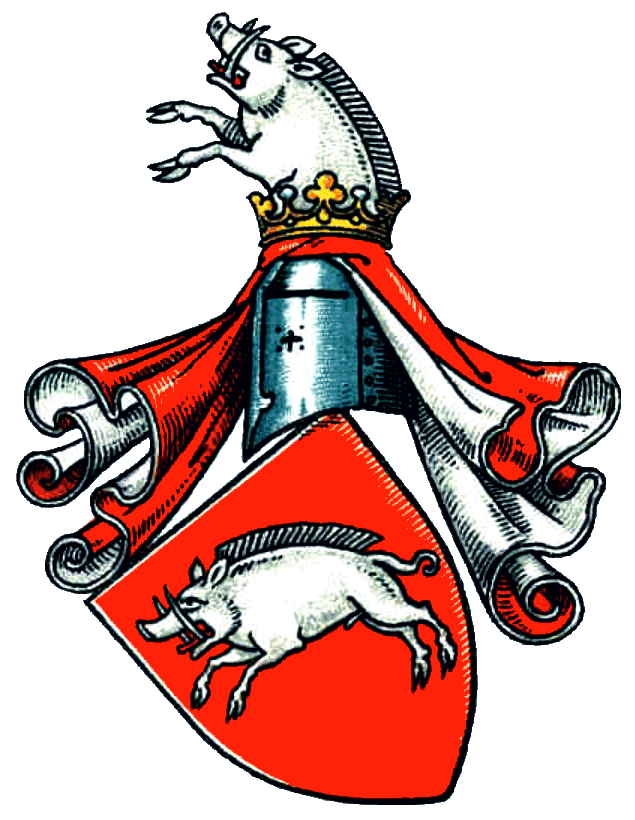
Herb rodziny von Schweinichen

von Schweinichen (pol. Świnkowie, inaczej: von Sweyn, Sweynchen, Sweynichen, Schweinoch, Szwajnoch) – śląski ród szlachecki osiadły od lat 70. XIII do XVIII wieku na zamku Świny koło Bolkowa (według legendy rodowej od VIII w.). Z rodu tego wywodził się być może arcybiskup gnieźnieński, Jakub Świnka, który jednak pieczętował się inną odmianą herbu. 

## Historia
Według jednej wersji ród został osadzony na Świnach przez księcia Bolka Srogiego, według innej był rodem słowiańskich władyków, który po zajęciu Śląska przez Mieszka I podporządkował się Piastom i w nagrodę otrzymał potwierdzenie prawa życia i śmierci nad swymi poddanymi, tzw. pełną jurysdykcję patrymonialną. W dokumencie z 1288 r. jako jego właściciel figuruje Johannnes de Swyn, a w 1313 r. Petricus i Gunzel Świnkowie. W 1345 r. zamkiem władał Hainricus Świnka, który źle wsławił się nieudzieleniem pomocy napadniętemu przez Czechów zamkowi w Bolkowie. Od jego dwóch synów pochodziły dwie linie rodu, starsza na Myślinowie i młodsza, wygasła w I poł. XVIII wieku linia na Świnach.
Urodzony w 1410 r. Gunzel II von Schweinichen (ród używał już wówczas zniemczonego nazwiska) znany jest z rozbicia w 1455 r. raubrittera i stronnika husytów Hansa Czyrn z zamku Niesytno. W 1456 r. urodził się matuzalem rodu Burgmann, który zmarł w wieku 110 lat na grypę. Syn tegoż Hans dożył wieku lat 96, ożenił się po raz drugi w wieku lat 80 i spłodził dwóch synów, m.in. Jana Zygmunta.
W latach 1614–1660 Jan Zygmunt von Schweinichen, który wcześniej wiele podróżował po Europie, z pomocą sprowadzonego z Włoch architekta przebudował siedzibę rodu na modłę renesansową. W 1624 r. zaprosił do niej mistyka i filozofa Jakuba Böhmego, który na jego polecenie napisał tu dzieła Posłanie do spragnionej i głodnej duszy i 177 pytań teozoficznych oraz 13 odpowiedzi.

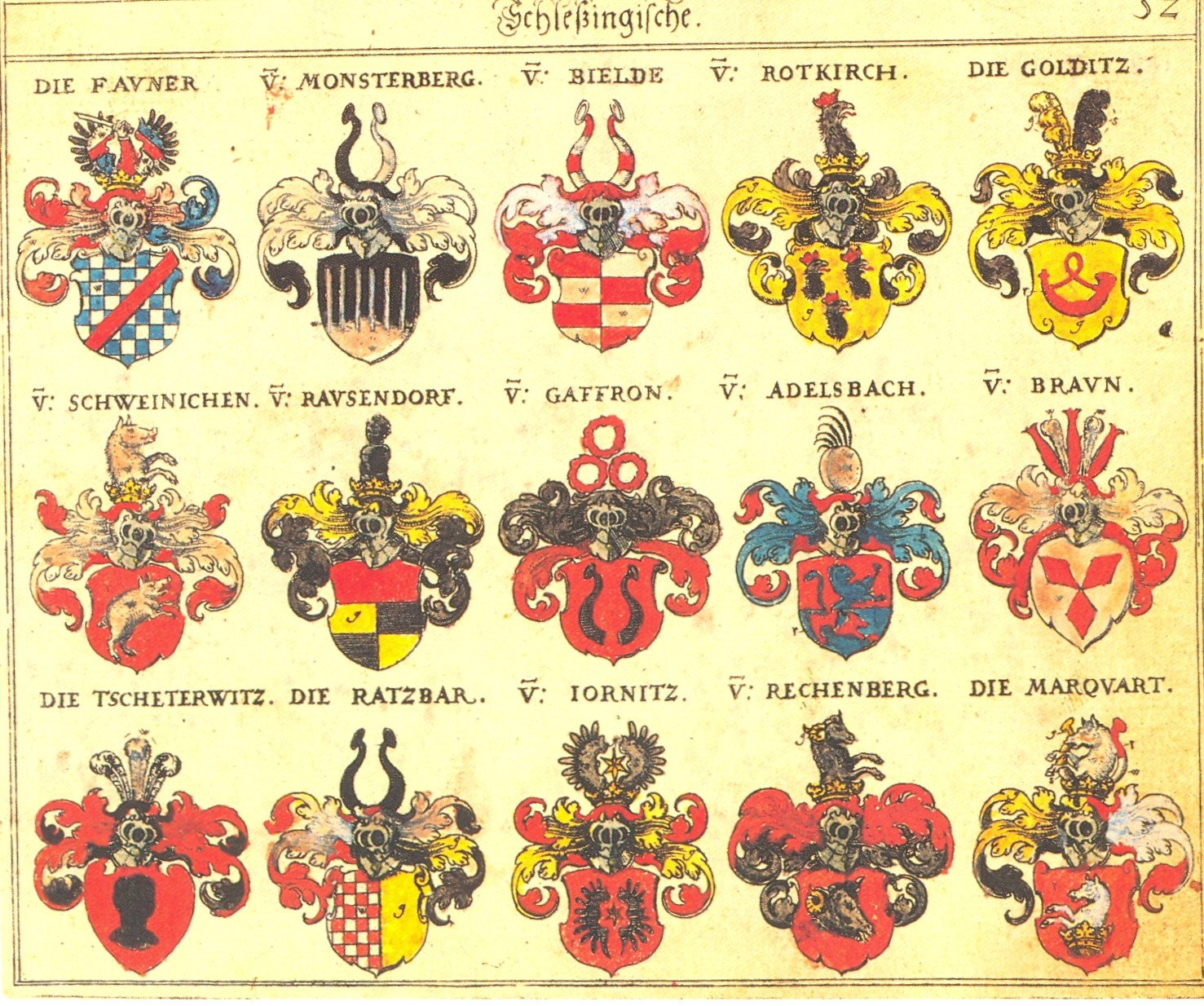
Herb w herbarzu
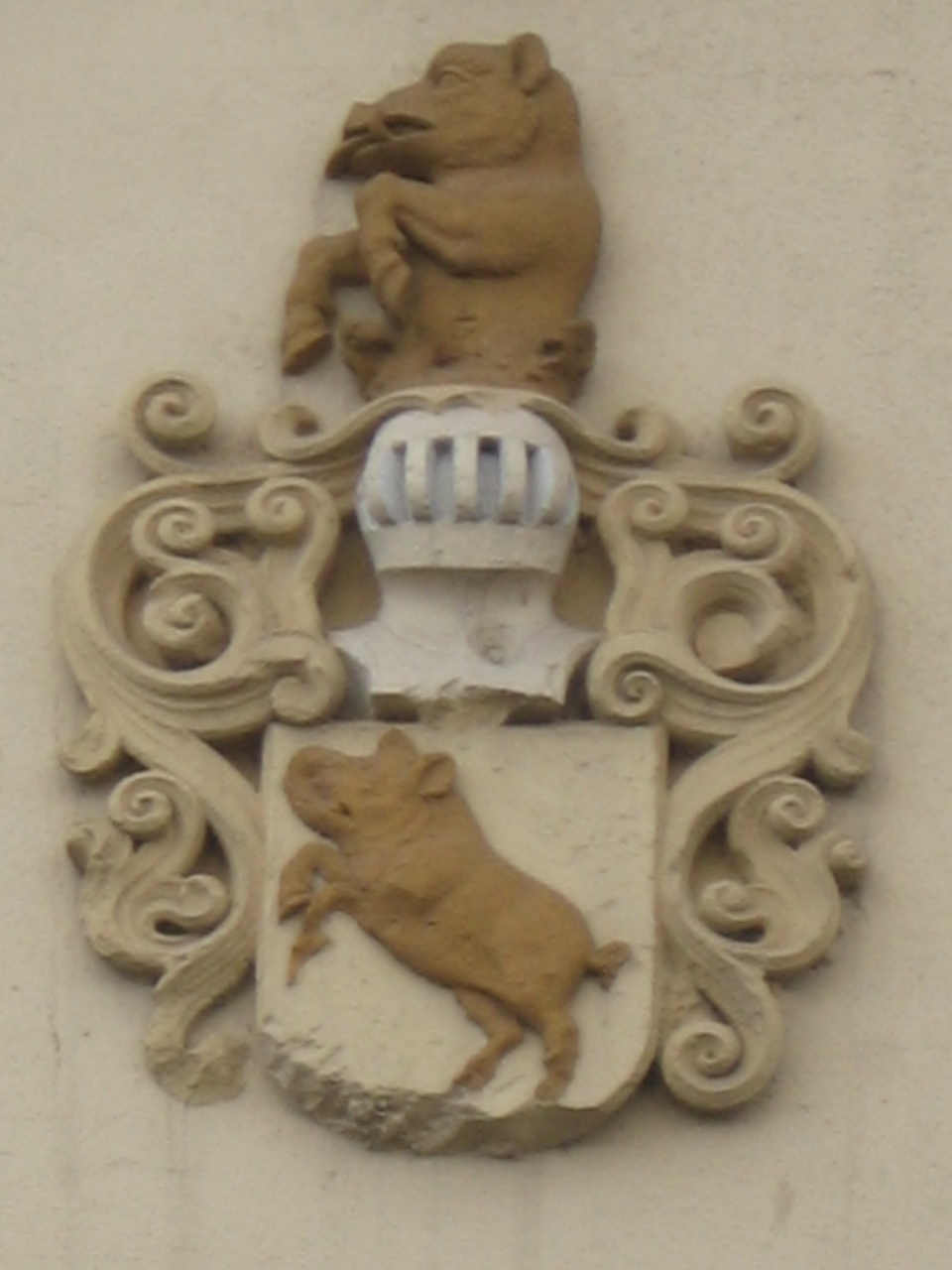
Herb w Pawłowicach
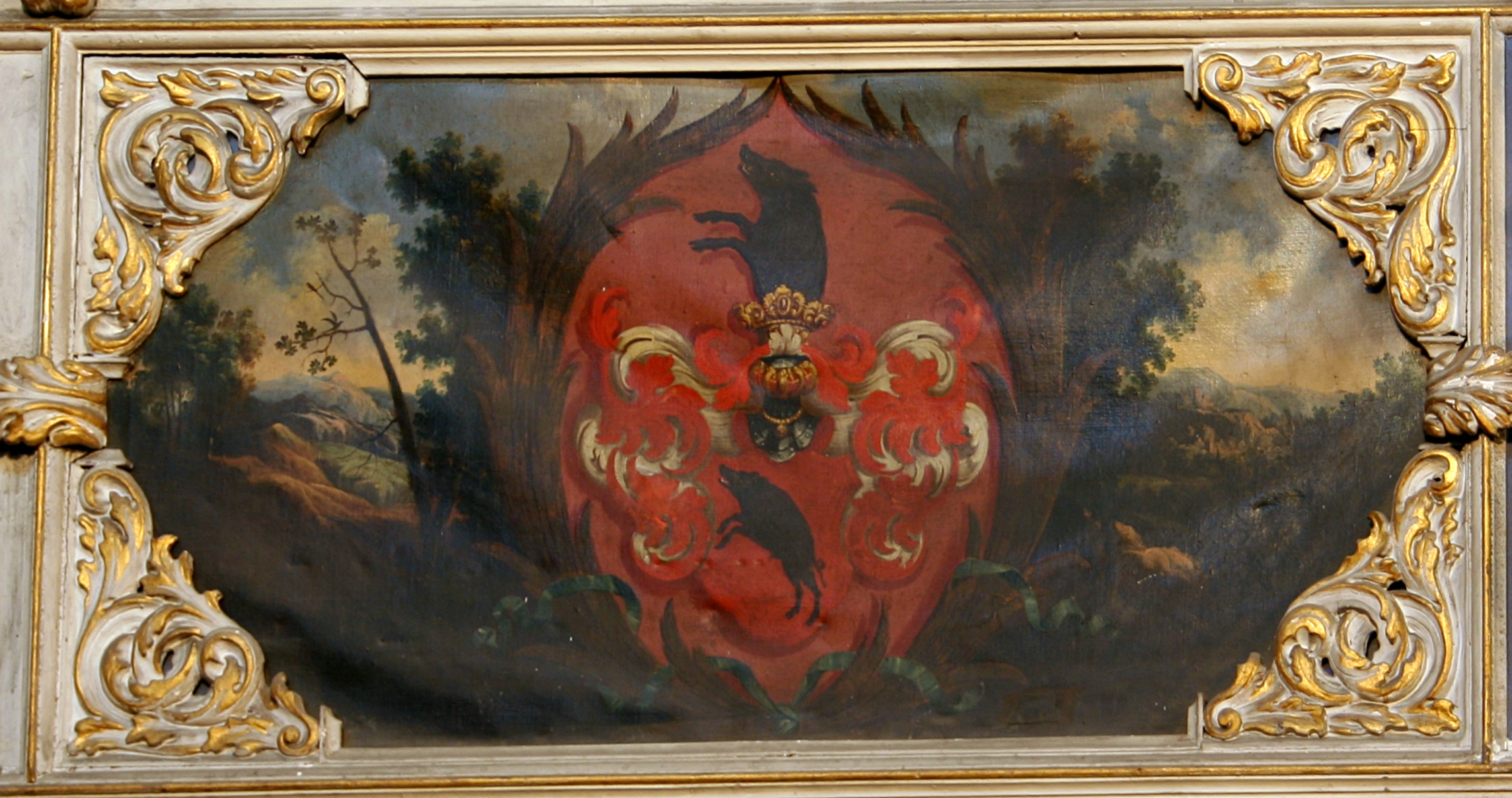
Herb w Jaworze

Po jego śmierci rodowe gniazdo objęli przedstawiciele bocznej linii, której ostatnim przedstawicielem był zmarły w 1702 r. Georg Ernst von Schweinichen. Starsza linia Świnków na Myślinowie (niem. Jägendorf) koło Jawora, potem na Starej Kraśnicy (niem. Alt-Schönau) koło Świerzawy, jeszcze później do 1945 r. na Pawłowicach i Psim Polu koło Wrocławia oraz na Hilarowie koło Jarocina kwitnie do dziś dnia.
Rodowa legenda wywodzi dzieje Świnków od Biwoja, giermka legendarnej czeskiej księżnej Libuszy, który w 712 r. podarował jej własnoręcznie upolowanego odyńca, za co miał otrzymać nadania wokół Świn, herb Świnka oraz rękę księżniczki Kazi.
Najsławniejszym przedstawicielem rodu był Hans von Schweinichen, żyjący w czasach Zygmunta Augusta, pamiętnikarz i dworzanin książąt legnickich Fryderyka III, Henryka XI oraz Fryderyka IV. Ród liczy sobie obecnie ok. 30 męskich potomków.

## Herb
Herb rodu przedstawiano przeważnie następująco: W polu czerwonym dzik srebrny wspięty. W klejnocie, nad hełmem w koronie pół dzika jak w godle. Labry czerwone, podbite srebrem.
Zdarzały się odmiany w skierowaniu godła, oraz jego tynkturze. W przedstawieniu z herbarza Siebmachera z 1605, cały herb jest w odbiciu lustrzanym. Na obrazie herbowym z Kościoła Pokoju w Jaworze, dzik jest czarny. Labry powinny być wówczas czerwone, podbite czernią, ale są nadal podbite srebrem. W herbie nad bramą wjazdową zamku Świny labry przechodzą w rogi obfitości. Herb nawiązuje swym godłem do nazwiska rodu (herb mówiący).
Polski herb Świnka, którego używał arcybiskup Jakub, jest zupełnie inny, przedstawia głowę odyńca z ręką, która wyłamuje żuchwę tego dzika, zaś w klejnocie pannę z rozwianymi włosami. 